# Bryce Crawford
Bryce Low Crawford Jr. (27 novembre 1914 - 16 septembre 2011) est un scientifique américain.

## Biographie
Il travaille pendant des décennies comme professeur de chimie physique à l'Université du Minnesota.
Crawford est membre de l'Académie nationale des sciences depuis 1956. Il est élu en 1962 membre de la Société américaine de physique, membre de la Société américaine de philosophie en 1971, et membre de l'Académie américaine des arts et des sciences en 1977. Il reçoit la médaille Priestley en 1982.